# Jessica Breland
Jessica Nicole Breland (ur. 23 lutego 1988 w Nowym Jorku) – amerykańska koszykarka występująca na pozycjach silnej skrzydłowej lub środkowej.
W szkole średniej trenował też siatkówkę i lekkoatletykę.
W 2006 została wybrana do składu All-America amerykańskich szkół średnich przez McDonald'a, WBCA i Parade Magazine oraz nagrodzona tytułem zawodniczki roku stanu Karolina Północna (North Carolina Gatorade Player of the Year). 
Opuściła cały sezon 2009/2010 NCAA z powodu wykrycia chłoniaka Hodgkina. Po zdiagnozowaniu go wiosną 2009 spędziła pół roku na chemioterapii w szpitalu akademickim UNC. 
Została trzecią zawodniczką w historii uczelni, która zdobyła co najmniej 100 bloków w pojedynczym sezonie.
19 lutego 2020 została wytransferowana do Phoenix Mercury.
16 lutego 2021 dołączyła do zespołu Indiana Fever.

## Osiągnięcia

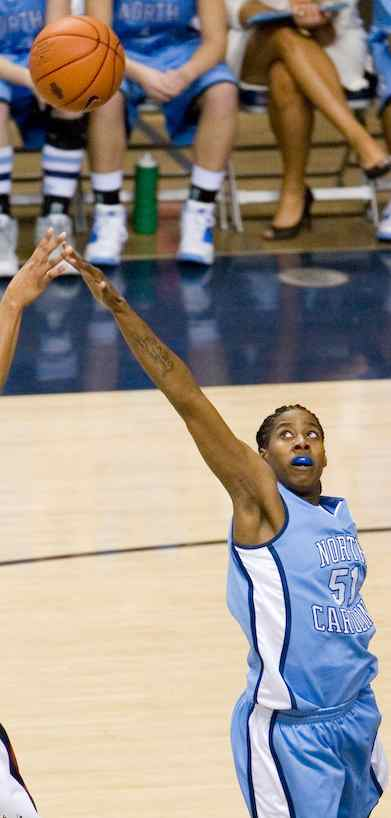
Breland w barwach North Carolina Tar Heels.

Stan na 6 lutego 2022, na podstawie, o ile nie zaznaczono inaczej.
NCAA
- Uczestniczka rozgrywek:
  - NCAA Final Four (2007)
  - Elite Eight turnieju NCAA (2007, 2008)
  - Sweet 16 turnieju NCAA (2007, 2008, 2011)
- Mistrzyni:
  - turnieju konferencji Atlantic Coast (ACC – 2007, 2008)
  - sezonu regularnego ACC (2008)
- Najlepsza rezerwowa ACC (2008)
- MVP turnieju Junkanoo Jam (2009)
- Laureatka:
  - Bob Bradley Spirit (2011)
  - Courage Award (2011)
- Zaliczona do:
  - I składu:
    - turnieju ACC (2009, 2011)
    - defensywnego ACC (2009, 2010)

  - II składu ACC (2009)
  - honorable mention ACC (2011)

WNBA
- Wicemistrzyni WNBA (2014)
- Zaliczona do II składu defensywnego WNBA (2018)
- Uczestniczka meczu gwiazd WNBA (2014)

Indywidualne
- Zaliczona do II składu ligi izraelskiej (2014)*[5]
- Liderka:
  - strzelczyń ligi izraelskiej (2014)[5]
  - w blokach ligi
    - izraelskiej (2012)
    - chińskiej WBCA (2019)